# Briou (Loir-et-Cher)
Briou ist eine französische Gemeinde mit 143 Einwohnern (Stand 1. Januar 2022) im Département Loir-et-Cher in der Region Centre-Val de Loire. 
Sie grenzt im Westen an Le Plessis-l’Échelle, im Nordwesten an Saint-Laurent-des-Bois, im Nordosten, im Osten und im Südosten an Lorges und im Südwesten an Roches.

## Bevölkerungsentwicklung
| Jahr      | 1962 | 1968 | 1975 | 1982 | 1990 | 1999 | 2008 | 2017 |
| --------- | ---- | ---- | ---- | ---- | ---- | ---- | ---- | ---- |
| Einwohner | 99   | 110  | 101  | 104  | 111  | 101  | 112  | 147  |